# Edward Tyas Cook

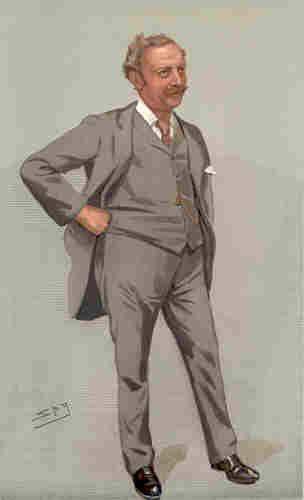
Edward Tyas Cook (1899)

Edward Tyas Cook (* 12. Mai 1857 in Brighton, England; † 30. September 1919 in South Stoke, England) war ein britischer Journalist, Biograph und Intellektueller.

## Leben
Cook wurde in Brighton geboren und war der jüngste Sohn von Silas Kemball Cook, Sekretär des Royal Naval Hospital in Greenwich, und seiner Frau Emily, geb. Archer. Er wurde in Winchester am New College (St Mary’s College of Winchester in Oxford) ausgebildet, wo er Präsident des Debattierclubs war und sein Studium mit einer doppelten Eins abschloss. Seine Freunde nahmen an, dass er eine Karriere in der Politik machen würde, aber Cooks Ziel war es, in den Journalismus einzusteigen. Nach seinem Umzug nach London arbeitete er als Sekretär für die London Society for Extension of University Teaching und verfasste gelegentlich Beiträge für mehrere Zeitschriften. Während dieser Zeit trat er der Anwaltskammer Inner Temple bei, legte aber niemals seine Anwaltsprüfungen ab.
Im August 1888 wurde Cook von seinem Freund Alfred Milner für eine Teilzeitstelle bei der liberalen Zeitung Pall Mall Gazette, damals unter der Redaktion von John Morley, eingestellt. Cook trat anschließend die Nachfolge von Milner als stellvertretender Herausgeber von Morleys Nachfolger, W. T. Stead, an. Nach Steads Rücktritt 1889 wurde Cook als sein Nachfolger ausgewählt. Cook erwies sich bald als ein mehr als fähiger Redakteur, mit einem Schreibstil, der analytischer war als Steads leidenschaftlicher Ansatz. Als Herausgeber vertrat Cook viele der von Stead vertretenen Positionen, wie den liberalen Imperialismus und eine starke Marine, aber er brachte eine jüngere Gruppe von Schriftstellern als Mitwirkende ein.
Cooks Amtszeit als Herausgeber der Pall Mall Gazette wurde unterbrochen, als er gezwungen war, zusammen mit dem Rest des politischen Personals zurückzutreten, nachdem die Zeitung an W. W. Astor verkauft wurde, welcher die Politik änderte, um konservative Positionen zu unterstützen. Um die Lücke zu füllen, die durch das Ausscheiden der Pall Mall Gazette aus dem liberalen Lager entstanden war, gründete Cook im Januar 1893 ein neues Abendblatt, die Westminster Gazette. Die Zeitung wurde mit Hilfe des liberalen Verlegers George Newnes ins Leben gerufen und beschäftigte den Kern des alten politischen Personals der Pall Mall Gazette. Sie etablierte sich schnell in der ersten Reihe der liberalen Publikationen und erntete den Respekt und die Bewunderung des liberalen Premierministers Lord Rosebery. Cook bestand jedoch darauf, seine Unabhängigkeit als Herausgeber zu bewahren, und war sich nicht zu schade, unionsorientierte Politiker zu unterstützen, wenn er der Meinung war, dass sie es verdienten.
Im Dezember 1895 wurde Cook von Arnold Morley um die Herausgabe der Daily News gebeten. Sie galt als „die einzige ‘Qualitäts’'-Morgenzeitung der Liberalen“, litt unter sinkenden Verkaufszahlen und hatte den Zorn vieler in der Liberalen Partei wegen ihrer Opposition gegen Rosebery's Politik auf sich gezogen. Cook willigte erst ein, nachdem Morley ihm versichert hatte, dass es, wie bei der Westminster Gazette, keine Einmischung in die redaktionelle Leitung von Cook geben würde. Als Herausgeber unterstützte Cook weiterhin das, was er für richtig hielt, aber trotz seiner besten Bemühungen gelang es ihm nicht, den Auflagenrückgang umzukehren.
Der Beginn des Burenkriegs 1899 brachte Cook direkt in Konflikt mit dem Little-England Flügel der Liberalen Partei. Als David Lloyd George 1901 ein Konsortium liberaler Geschäftsleute organisierte, um die Daily News zu kaufen, erklärte er, dass die Zeitung in Bezug auf den Krieg eine neutrale Haltung einnehmen würde. Cook, ein starker Imperialist, konnte unter diesen Umständen nicht bleiben und wurde durch R. C. Lehmann ersetzt.
Nachdem Cook die Daily News verlassen hatte, verfasste er von 1900 bis 1910 Leitartikel für den Daily Chronicle. Seine wichtigste Leistung in diesen Jahren war jedoch die Herausgabe der Schriften von John Ruskin, an denen er mit Alexander Wedderburn arbeitete. Sie erschienen zwischen 1903 und 1911 in neununddreißig Bänden und sind nach wie vor die wichtigste Sammlung von Ruskins Schriften. Nach Abschluss dieser Aufgabe ging Cook dazu über, weitere Werke zu verfassen, darunter Biographien von Florence Nightingale und John Delane sowie Handbücher für die National Gallery, die Tate Gallery und für die griechischen und römischen Altertümer im British Museum.
Zu Beginn des Ersten Weltkriegs stellte Cook seine Fähigkeiten in den Dienst der Kriegsanstrengungen. Er verfasste eine kurze Broschüre mit dem Titel „How Britain Strove for Peace“ (Wie Großbritannien sich um den Frieden bemühte). 1915 wurde er gemeinsam mit Sir Frank Swettenham Direktor des offiziellen Pressebüros. Das Pressebüro war für die direkte Berichterstattung über den Krieg geschaffen worden, jedoch veränderte sich dessen Funktion über die Zeit des Konflikts. Cook wurde von seinen Zeitgenossen für die Ausführung der schwierigen Arbeit mit Weisheit und Hingabe hoch geachtet. Nachdem er 1912 zum Ritter geschlagen worden war, wurde er 1917 anlässlich der Einführung des Ordens des Britischen Empire zum Knight Commander ernannt. Nach dem Krieg verfasste Cook zwei Bände Literary Reflections und einen Bericht des Pressebüros, der nach seinem Tod veröffentlicht wurde. Edward Tyas Cook verstarb Ende September 1919 in South Stoke im Alter von 62 Jahren.

## Veröffentlichungen (Auswahl)
- Studies in Ruskin (1891)
- Rights and Wrongs of the Transvaal War (1901)
- Highways and Byways in London (1903)
- Edmund Garrett: A Memoir (1909)
- The Life of John Ruskin (2 vols.) (1911)
- The Life of Florence Nightingale (1913), Online verfügbar: Band 1, Band 2, zuletzt abgerufen am 28. Mai 2020
- Delane of The Times (1915)
- Literary Reflections (1918–1919)
- The Press in War-Time: with some Account of the Official Press Bureau (1920)